# یاگوجنه
یاگوجنه (به لاتین: Jagodziny) یک روستا در لهستان است که در گمینا دانبروونو واقع شده‌است. یاگوجنه ۱۰۰ نفر جمعیت دارد.